# Sciapus glaucescens
Sciapus glaucescens är en tvåvingeart som först beskrevs av Friedrich Hermann Loew 1856.  Sciapus glaucescens ingår i släktet Sciapus och familjen styltflugor. Inga underarter finns listade i Catalogue of Life.